# That Thing You Do! (Lied)
That Thing You Do! ist ein Lied aus dem Jahre 1996, das für den Film That Thing You Do! von Adam Schlesinger geschrieben wurde. Es wird von der fiktiven Band The Wonders gesungen.

## Verwendung im Film
Der Film erzählt die Geschichte einer fiktiven Teenieband The Wonders, einem One-Hit-Wonder aus den 1960er Jahren. That Thing You Do! ist der Hit dieser Band.

## Singleveröffentlichung und Charterfolge
That Thing You Do! wurde 1996 als Single veröffentlicht. Interpreten waren The Wonders, die Gruppe aus dem Film. Veröffentlicht wurde es vom Label Play-Tone, das dafür (und für die Veröffentlichung des Soundtracks) von Tom Hanks, dem Regisseur des Films, und Gary Goetzman, einem der Produzenten des Films, gegründet wurde. So konnte auch der Name des Labels aus dem Film übernommen werden.
Die Single stieg am 12. Oktober 1996 in die US-amerikanischen Charts ein, blieb dort für 15 Wochen und erreichte dabei Platz 41. In die britischen Charts kam das Lied am 22. Februar 1997, war für drei Wochen dort und erreichte dabei Platz 22. Am 17. Februar 1997 kam es für vier Wochen in die deutschen Charts und erreichte dabei Platz 90.

## Auszeichnungen
That Thing You Do! wurde 1997 für den Oscar und den Golden Globe, sowie 1996 für den Satellite Award, jeweils in der Kategorie Bester Filmsong nominiert. Das Lied war 1996 auch für den OFTA Award in der Kategorie Bester Originalsong nominiert. Jeder dieser Awards ging aber an You Must Love Me aus dem Film Evita. 1996 gewann That Thing You Do! den Florida Film Critics Circle (FFCC) Award in der Kategorie Bester Song.

## Coverversionen
That Thing You Do! wurde unter anderem gecovert von The Knack, New Found Glory, Field Mouse, The Travoltas, *NSYNC, Relient K, Pentatonix und Megan Washington.